# Mandrin (hautbois)
Pour les articles homonymes, voir Mandrin.

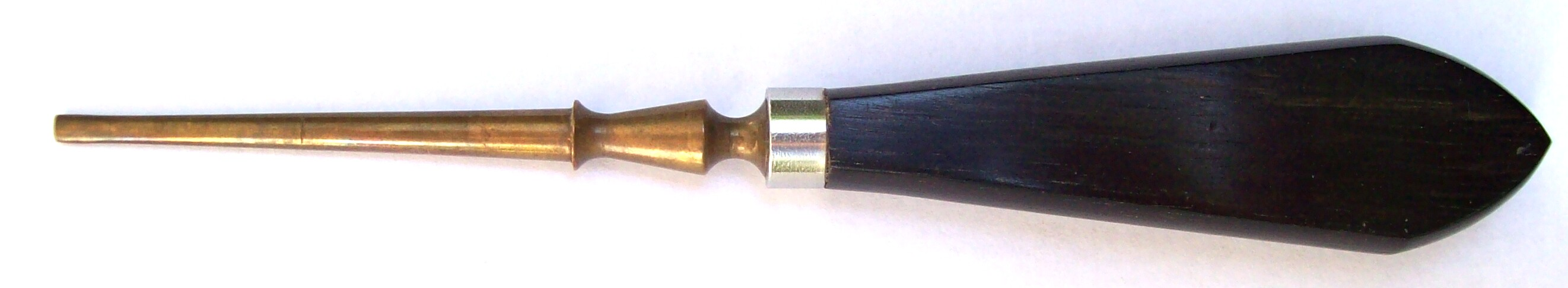
Mandrin pour fabriquer des anches de hautbois

Un mandrin, également appelé mandrin à brûler, est un outil utilisé pour fabriquer des anches doubles de hautbois.
Dans un premier temps, une lamelle de canne (arundo donax) imbibée d'eau est arrondie sur un mandrin chauffé à la flamme. Dans les étapes de travail suivantes de ligature sur un manchon en laiton et de grattage de l'anche, le mandrin est utilisé pour une prise en main sûre.
Le mandrin sert cependant avant tout à fabriquer les tubes en laiton sur lequel viendra se fixer le roseau. Il permet de former le tube lorsqu'il est façonné manuellement, de le souder et il constitue une aide précieuse au montage.